# Eariodes flavicilia
Eariodes flavicilia es una especie de polilla de la familia Geometridae. La especie fue descrita por primera vez por Edward Dukinfield Jones habiendo sido descrita en 1921, con distribución en Brasil.

## Descripción
Es una polilla pequeña con una envergadura de 23 milímetros (0,9 plg) y de colores variados. Los palpos son marrón claro, sus patas son color ocre, las tibias anterior y media cuenta con tonos fucsia. Las antenas son marrones, la frente y vértice de la cabeza son amarillos. El dorso, tégulas y hombros son verde amarillentos. El abdomen es color ocre pálido, con algo de verde en la base del dorso. Las alas anteriores son verde amarillento brillante con algunas escamas negras dispersas. La costa por su parte es anaranjada en la base, luego blanca con un estrecho tono amarillo por debajo hasta cerca del ápice, donde cambia a marrón claro con rojizo brillante en lugar del amarillo. Cuenta con una serie de manchas rojizas brillantes posmediales en las venas 2, 3 y 4.: Notas 1  Sus cilios son amarillos. Las alas posteriores son blanco cremoso.